# Пастка-22 (логіка)
Пастка-22 — це парадоксальна ситуація, яку людина не може уникнути через суперечливість правил. Термін був вигаданий Джозефом Геллером у романі 1961 року «Пастка-22» (англ. Catch - 22).
Наприклад:
«Як я можу отримати досвід роботи, якщо мені постійно відмовляють у прийнятті на роботу, бо я не маю досвіду?»
Пастка-22 часто є результатом норм, правил або процедур, що стосуються індивіда, але він не може нічого контролювати, — тому що, у цьому випадку, боротися з правилом — погоджуватися з ним. Іншим прикладом є ситуація, в якій хтось потребує чогось, що можна набути лише за відсутності потреби у ньому. Одне із значень терміна в тому, що розробники «пастки-22» створили довільні правила для того, щоб виправдати та приховати своє власне зловживання владою.

## Походження та сенс
Джозеф Геллер ввів термін у 1961 р. у романі «Пастка-22», який описує абсурдні бюрократичні обмеження для солдат у Другій світовій війні. Термін введений персонажем Док Деніка, армійським психіатром, який використовує «Пастку-22», щоб пояснити, чому будь-який пілот, що просить зробити психічну оцінку для безумства — в надії показати себе недостатньо психічно здоровим для здійснення польотів, і тим самим уникнути небезпечних місій — демонструє свій власний розум у прийнятті запиту, і, отже, не може бути визнаним неосудним.
Різні формулювання «Пастки-22» з'являються протягом усього роману. Цей термін застосовується в різних лазівках та примхах військової системи, завжди з підтекстом, що правила є недоступними та похилими проти тих, хто нижче в ієрархії. У главі 6 Йосаріану кажуть, що Пастка-22 потрібна, щоб він зробив все, про що його попросить командир, незалежно від того, суперечать ці накази — наказам, які начальство дало командиру, чи ні.
У фінальному епізоді, стара жінка розказує про Пастку-22 Йосаріану, коли повідомляє про акт насильства скоєний солдатами:
Згідно з літературним професором Яном Грегсоном, розповідь старої визначає «Пастку-22» безпосередньо як «брутальну дію влади», позбавлену «оздоблення вишуканості» попередніх сценаріїв.

### Інші появи в романі
Крім посилання на нерозв'язну логічну дилему, Пастка-22 використовується для пояснення або виправдання військової бюрократії. Наприклад, у першому розділі Йосаріану потрібно підписати своє ім'я на листах, які він переглядає, коли знаходиться в лікарняному ліжку. Один пункт згадується в главі 10. Саме там закривається лазівка в акціях, яку один рядовий експлуатував, щоб отримати привабливе звання рядового першого класу після будь-якого сприяння. Після спроб потрапити в самоволку, через військові польові суди він буде знижений в ранзі до рядових, але Пастка-22 обмежує кількість випадків, коли він міг зробити це до його передачі форту.
В іншому місці в книзі повія пояснює Йосаріану, що вона не може вийти за нього заміж, тому що він божевільний. Вона вважає, що будь-який чоловік, що одружується на незайманій жінці, — несповна розуму. Це замкнуте логічне коло наочно ілюструється Пасткою-22, бо судячи з її логіки, всі люди, які відмовляються одружуватися на ній, нормальні. Але як тільки чоловік погодиться на одруження з нею, він стає божевільним для бажаючих одружитись з тією, що вже не є незайманою.
В один момент, капітан Блек намагається тиснути на Майло, позбавляючи майора їжі, та в наслідку цього, не підписанням клятви лояльності про те, що майор ніколи не буде нічого підписувати першим. Капітан Блек запитує Майло, «Ти не проти Пастки-22, чи не так?».
У главі 40 «Пастки-22» сили підполковника Корна та полковника Каткарта по сприянню того, щоб Йосаріану дали звання майора та нагородили землею. Вони побоюються, що якщо вони цього не роблять, то усі інші відмовляться літати, як це зробив Йосаріан.

### Значення числа 22
Геллер спочатку хотів назвати фразу по-іншому, з використанням інших цифр, але він та видавці врешті-решт зупинилися саме на цьому. Число не має особливого значення, воно було обрано за допомогою евфонії. Початкова назва була «Пастка-18», але Геллер змінив її після виходу роману «Mila 18», який був опублікований трошки раніше.